# Cardiophorus maritimus
Cardiophorus maritimus is een keversoort uit de familie kniptorren (Elateridae). De wetenschappelijke naam van de soort is voor het eerst geldig gepubliceerd in 1971 door Dolin.